# Alexovics Vazul
Alexovics Vazul, Alexovics Basilius (Eger, 1742. január 4. – Pest, 1796. április 2.) pálos rendi szerzetes és egyetemi tanár.

## Élete
Születési idejét Horányi Elek 1744. november 24-ére teszi. Előkelő ortodox szülőktől származott. Még fiatal korában elhagyvta szülői vallását, áttért a római katolikus hitre, és miután az alsóbb és közép-osztályokat Pápán és Nagyváradon elvégezte, 1765. július 13-án belépett a Remete Szent Pál szerzetesrendbe. Pápán a bölcseleti, Pécsett teológiai tudományokat hallgatott. Miután pappá szentelték, rendtársait tanította 1768-ban Pécsett, majd Nagyszombatban a bölcseleti s teológiai tudományokra. Amikor II. József császár eltörölte a szerzetesrendet, a pesti királyi egyetemhez nevezték ki magyar hitszónoknak és tanárnak.

## Munkái
1. Ünnepnapi prédikácziók. Pest, 1789
2. Halottas beszéd b. Orczy Lőrincz emlékezetének megtiszteltetésére. Uo., 1789
3. Vasárnapi prédikácziók, melyeket a pesti főplébánia templomban élő nyelven elmondott, 4 kötet. Uo. 1790–91 (vasárnapi és ünnepi prédikácziói együtt 2. kiadásban jelentek meg Pozsonyban 1807-ben öt kötetben)
4. A könyvek szabados olvasásáról két fő-tzikkely. Irta A. B. P. A. I. T. N. T. a Méltóságok, Urak, Nagy, s Kisaszszonyok, Nemes Ifjak, és tanúló Nevendékek kedvéért. Pest, 1792
5. Az emberséges ember. Szent Istvánnak magyarok első királyának dicsérete, Bécs, 1793
6. Védelmezése boldogságos szűz Mária tiszteletének. Pest, 1797

Kéziratban több kész és elkezdett munkája maradt; ezeknek egy része az Országos Széchényi Könyvtár, másik része a budapesti Egyetemi Könyvtár kézirattárába került.